# Estela de Sujumi

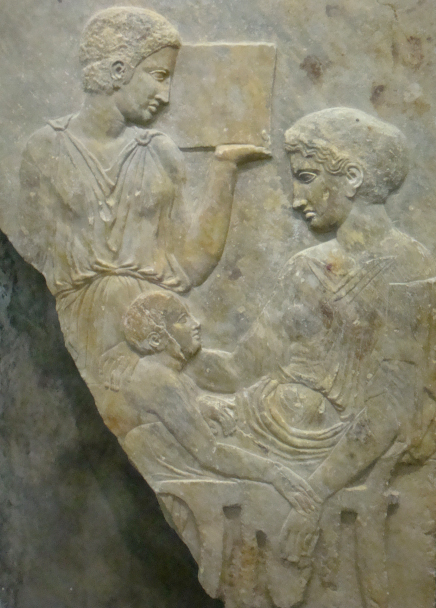
Estela de Sujumi.

La Estela de Sujumi es una pieza de arte griego antiguo, una lápida de mármol que representa a una mujer y dos niños, hallada en 1953 bajo el agua en el Mar Negro, cerca de Sujumi, en Abjasia/Georgia. Actualmente está expuesta en el Museo Estatal de Sujumi.

## Descripción
El monumento es una losa de mármol de forma rectangular, 157 cm de largo, 92 cm de ancho y 11-12 cm de grosor. El color grisáceo manchado del mármol, que no se encuentra localmente, sugiere que la piedra fue exportada desde el exterior a una colona griega en Cólquide, en el territorio de la actual Sujumi, posiblemente Dioscuríade. Fue hallada bajo el agua, en la desembocadura del pequeño río Basla/Besleti, en 1953 y estudiada en detalle por Mijaíl Trapsh y Otar Lordkipanidze. El monumento, datado por Lordkipanidze en el periodo 430-420 a. C., destaca por sus cualidades artísticas entre los bajorrelieves de mármol de las antiguas ciudades griegas de ese periodo.
La parte frontal de la lápida presenta tres figuras humanas esculpidas, aparentemente en una escena de despedida a una mujer muerta. La mujer, sentada en un sillón, abraza con la mano derecha a un niño afligido que se apoya en sus rodillas. El fondo representa a una joven con un peplo ceñido (con cinturón), que sostiene una pequeña caja, probablemente con regalos funerarios para el difunto.